# Piotr Stępień (polityk)
Piotr Paweł Stępień (ur. 29 czerwca 1941 w Okalinie-Wsi) – polski rolnik, przedsiębiorca, samorządowiec i polityk, senator III kadencji.

## Życiorys
Ukończył Szkołę Główną Gospodarstwa Wiejskiego w Warszawie, a także podyplomowe studium z zakresu administracji na UMCS. Pracował od 1966 jako kierownik Kieleckiego Przedsiębiorstwa Nasiennego „Centrala Nasienna”. Był też m.in. etatowym działaczem kółek rolniczych i wicedyrektorem cukrowni. Zajął się również prowadzeniem własnego gospodarstwa rolnego. W latach 1979–1986 był naczelnikiem gminy Lipnik, od 1990 do 1998 pełnił funkcję wójta.
Działał w Zjednoczonym Stronnictwie Ludowym, od 1986 do 1989 pełnił funkcję przewodniczącego wojewódzkich struktur ZSL. Związany również z Ochotniczą Strażą Pożarną i Ludowymi Zespołami Sportowymi, a także samorządem rolniczym.
W latach 1993–1997 sprawował mandat senatora III kadencji, wybranego w województwie tarnobrzeskim z ramienia Polskiego Stronnictwa Ludowego. Pracował w Komisji Samorządu Terytorialnego i Administracji Państwowej. Bez powodzenia dwukrotnie kandydował w kolejnych wyborach parlamentarnych, zasiadał we władzach krajowych PSL, a następnie został członkiem zarządu w powiecie opatowskim, gdzie również był wicestarostą I kadencji.
W 2002 przeszedł na emeryturę, w 2006 zajął się później prowadzeniem własnej działalności gospodarczej jako prezes zarządu spółki prawa handlowego.
W 2000 odznaczony Krzyżem Kawalerskim Orderu Odrodzenia Polski.